# Wiersz polityczny
Wiersz polityczny znany również jako wiersz dekapentasylabiczny (z greckiego: δεκαπεντασύλλαβος, dekapentasyllabos, '15-sylabiczny') – forma metryczna stosowana w poezji bizantyńskiej i greckiej począwszy od X wieku do przełomu XIX i XX wieku, a obecnie używana w poezji ludowej.

## Charakterystyka
Charakterystyczne cechy wiersza politycznego
- jest pisany białym wierszem, nie używa rymów
- każdy werset ma piętnaście sylab, z wyraźną cezurą po ósmej sylabie
- używa stopy jambicznej, złożonej z długiej i krótkiej sylaby o postaci {\displaystyle \smile } —.

Przykład wiersz politycznego:
Τὰ μάτια σου 'ναι πέλαγος // καὶ θάλασσα μεγάλη
κι' ἀπέραντος ὠκεανός // κ' ἐγώ 'μαι τ' ἀκρογιάλι.
(Graficzne przedstawienie: {\displaystyle \smile } — {\displaystyle \smile } — {\displaystyle \smile } — {\displaystyle \smile } —  //  {\displaystyle \smile } — {\displaystyle \smile } — {\displaystyle \smile } — {\displaystyle \smile } )

## Zastosowanie
Nazwa "polityczny" ma żadnego związku z terminem "polityka" i nie odnosi się do treści utworu. Pochodzi od pierwotnego znaczenia greckiego słowa πολιτικός, cywilny i wskazuje, że wierszem tym pisano utwory przeznaczone dla osób świeckich, niemające charakteru religijnego.
Wierszem politycznym pisali:
- w XI wieku  Michał Psellos, Filip Montrop,
- w XII wieku: Konstantyn Manasses, Teodor Prodrom, Łukasz Chrysoberges, Michał Glykas, Jan Tzetzes[1],
- w XIII wieku: Nicefor Blemmydes, Manuel Holobol, Konstantyn Anagnosta,
- w XIV wieku: Jerzy Lapetis, Konstantyn Hermoniak
- w XV wieku: Zotyk Paraspondyl, Stefan Sachlikis, Bergades, Emanuel Georgilas Limenites[2].

Wierszem politycznym zostały też napisane utwory anonimowe z XIII, XIV i XV wieku: Achilleida, Florios i Platzia Flore, Imberios i Margarona, Kallimach i Chrysorroe, Libistros i Rodamne, Niezwykła opowieść o Beltandrze i Chrysantzy, Opowieść o ciężko doświadczonym Apoloniuszu z Tyru, Stary rycerz, Legenda o poczciwym Ośle, Opowiadanie dla dzieci o czworonogich zwierzętach, Ornitolog.